# Markus Krauss
Markus Krauss (* 16. September 1987 in Sibiu) ist ein ehemaliger deutscher Fußballspieler und aktueller Trainer. Er spielt auf der Position des Torhüters.

## Karriere
Krauss spielte in der Jugend für den TSV Eltingen und die SV Böblingen und schloss sich 2005 dem SSV Reutlingen 05 an. In der Saison 2005/06 stieg Krauss mit der A-Jugend der Reutlinger in die A-Junioren-Bundesliga auf. Nachdem er in der Saison 2007/08 in der Regionalliga Süd 17 Spiele für die erste Mannschaft des SSV absolviert hatte, wechselte Krauss zum damaligen Zweitligisten TSV 1860 München. Dort kam er für die zweite Mannschaft auf 26 Regionalliga-Einsätze. Krauss trainierte seit Sommer 2009 als Gastspieler bei der zweiten Mannschaft des VfB Stuttgart mit und erhielt am 29. Januar 2010 beim VfB einen Vertrag bis Ende Juni 2011.
Krauss gab am 30. April 2010 am 37. Spieltag der Saison 2009/10 für den VfB II in der 3. Profi-Liga gegen die SpVgg Unterhaching sein Profidebüt.
Zur Saison 2011/12 wechselte Krauss zum Zweitligisten Fortuna Düsseldorf. Er absolvierte in dieser Spielzeit 22 Einsätze für die zweite Mannschaft der Düsseldorfer in der Regionalliga West und stieg ohne einen eigenen Einsatz für die erste Mannschaft mit der Fortuna in die Bundesliga auf. 
Nach einem Jahr in Düsseldorf schloss sich Krauss zur anschließenden Saison den Stuttgarter Kickers an. Zur Saison 2014/15 wechselte Krauss zum Regionalligisten SV Waldhof Mannheim. Seit 2015 ist er als Torwarttrainer im Jugendbereich des VfB Stuttgart tätig.